# Alexandru al Iugoslaviei (1924)
Prințul Alexandru al Iugoslaviei (Aleksandar Pavlov Karađorđević; 13 august 1924 – 12 mai 2016) a fost fiul cel mare al Prințului Paul, care a servit ca regent al Iugoslaviei în anii 1930. Mama sa a fost Prințesa Olga a Greciei și Danemarcei.

## Biografie
Într-o croazieră regală pe iahtul Agamemnon al reginei Frederica de Hanovra, la 22 august 1954, Alexandru a întâlnit-o și mai târziu s-a căsătorit cu Prințesa Maria Pia de Bourbon-Parma (n. 1934), fiica regelui Umberto al II-lea al Italiei. Nunta a avut loc la Cascais în Portugalia unde tatăl miresei trăia în exil. La scurt timp după căsătorie, soția sa a născut doi fii gemeni. Un alt set de gemeni a născut la cinci ani după căsătorie, de data aceasta o fată și un băiat.
- Prințul Dimitri Umberto Anton Peter Maria al Iugoslaviei (n. 1958)
- Prințul Michael Nicolas Paul George Maria al Iugoslaviei (n. 1958)
- Prințul Sergius "Serge" Wladimir Emanuel Maria al Iugoslaviei (n. 1963); s-a căsătorit cu Sofia de Toledo la 6 noiembrie 1985.  Au divorțat în 1986. S-a recăsătorit cu Eleonora Rajneri la 18 septembrie 2004.
- Prințesa Helene Olga Lydia Tamara Maria a Iugoslaviei (n. 1963); s-a căsătorit cu Thierry Alexandre Gaubert[8] si are trei copii:
  - Milena Maria Pia Angelique Armaule Gaubert (n. 1988)
  - Nastasia Marie-José Tania Vanessa Isabelle Gaubert (n. 1991)
  - Leopold Umberto Armand Michel Gaubert (n. 1997)

Cuplul a divorțat în 1967. La 2 noiembrie 1973, Alexandru s-a căsătorit civil la Paris cu prințesa Barbara de Liechtenstein (n. 9 iulie 1942), o verișoară a Prințului Hans Adam al II-lea, Principe de Liechtenstein și verișoară primară a soției acestuia, Prințesa Marie. Ei au avut un copil:
- Prințul Dušan Paul al Iugoslaviei (n. 25 septembrie 1977)